# Gömöri András Máté
Gömöri András Máté (Szikszó, 1992. augusztus 29. –) magyar színész, sportoló, műsorvezető.

## Életpályája
Édesapja katonatiszt és mérnök volt, akit 16 éves korában veszített el, matematikatanár édesanyját pedig már 10 évesen. Két bátyja, Péter és Gergely 16, illetve 12 évvel idősebbek nála. Rokkantnyugdíjas édesapjával – akinek szívproblémái voltak – költözött Kisgyőrbe. Itt töltötte gyerekkorát, és ismerték meg későbbi nevelőanyját, Juditot, majd Miskolcra került kollégistaként a Bláthy Ottó Villamosipari Technikumba. Sok időt töltött az ott lakó idősebb bátyjánál, később pedig másik testvérénél is, aki Pesten élt.
Felesége Polyák Lilla, akivel 2018 nyarán házasodtak össze.

### Színészi karrierje
Első szerepét gyermekként kapta. 2004-ben a Miskolci Nemzeti Színházban Madách Imre és Keresztúry Dezső Mózes című darabjában állhatott színpadra Csiszár Imre rendezésében.
2011-től a Pesti Magyar Színiakadémia tanulója volt, de – mivel a Pesti Magyar Színházban kapott szerepek által (már diákként játszhatta a My fair Ladyben a zöldséges fiút, majd az István, a királyban első nagyobb szerepét, a Regőst, és az első címszerepét Huckleberry Finnt) – egyre jobban vonzotta a prózai helyett a zenés színház. 2012-ben megnyerte egy énekversenyen duett kategóriában a VII. Országos Musical Kurzuson való részvételt, ahol javasolták a Budapesti Operettszínház stúdióját, így átjelentkezett a Pesti Broadway Stúdióba, azonban tanulói státusz helyett meghívták az Elisabeth című musicalbe Rudolfnak. Számos főszerepet játszott már itt, többek között olyan darabokban, mint a Rómeó és Júlia, a Fame – a hírnév ára, az Elfújta a szél, a Virágot Algernonnak, a Notre Dame-i toronyőr és az Ének az esőben, vagy a Csongor és Tünde, illetve szerepet kapott az István, a király előadásban, mint Vencellin, a Carousel – Liliomban, mint Billy Bigelow, vagy a Jekyll és Hyde musicalben is. 2018 októberében prózai színészként is debütált a fővárosban, a Pinceszínház A tribádok éjszakája című drámájában. A Karinthy Színházban először Böhm György meghívására a Félőlény című előadásban játszott, majd 2022-ben a színház és a Budapest Playhouse közös darabjában, a Fat Pig, Kövér disznóban kapott lehetőséget a férfi főszerep (Tom Sullivan) rövidtávú átvételével. 2023-ig játszott a színházban.
2017–2020 között a budapesti Színház -és Filmművészeti Egyetem drámainstruktor–színjátékos szakára járt Kiss Csaba osztályába. Szakdolgozatának címe A negatív karakter megformálása volt.
2014-től televíziós produkciókban is szerepel, például a Barátok közt, a 200 Első randi, A mi kis falunk, a Drága örökösök és Keresztanyu című sorozatokban, valamint a Budapest Noir című magyar film kuplé énekeseként is.
2018-ban fél évig műsorvezetője volt a FEM3 csatorna Café című reggeli, majd 2020 januárjától a testépítő Kathi Béla, valamint Kulcsár Edina mellett a TV2-n futó Edzőtárs című életmódmagazin műsorának. Emellett közreműködik házigazdaként számos rendezvényen, gála eseményeken is.
2019-ben a Playboy Man of the Year díjának jelöltje volt előadóművész kategóriában.

### Sportolói pályafutása
Középiskolásként is már röplabdázott, mellette focizott, atletizált, triatlonozott. Aztán íjászattal kezdett el foglalkozni, 2004-től versenyszerűen. 2010 környékén ismerkedett meg a konditermes edzésekkel, mely Budapestre való felköltözése után kapott komolyabb szerepet. 2012-től már foglalkoztatta a testépítés, úszott és futott. A 2014-ben harmadik alkalommal megrendezett Fitbalance Award Gálán el is nyerte az év legfittebb színésze díjat, ami címet 2019-ben újra megkapott.
Első, magyarországi naturál testépítőversenyén 2019 nyarán, a miskolci Egyetemi Körcsarnokban az INBA (International Natural Bodybuilding Association) magyarországi versenyén újonc és abszolút győztes is lett. Edzője Kalas Csaba többszörös naturál testépítőbajnok volt. Ezután a tanulmányai miatt egy évet kihagyott, de hamarosan új célt tűzött ki: a sportág legrangosabb megmérettetését, a Natural Olympia 2021-es Las Vegas-i versenyét. Közben egy táplálék és étrend-kiegészítő termékcsalád lett fő támogatója.
2020-ban elindult egy újabb sportág, az erőemelés irányába is. 2021-ben első versenye a Budapesten megrendezésre került RAW Erőemelő Magyar Bajnokság volt, ahol – bár edzésterve fókuszában még a testépítés volt – 11. helyen végzett. A 2021-ben megalakult DVTK erőemelő szakosztályának alapító versenyzője. 2022 áprilisában Debrecenben az Athletes Férfi Open RAW Erőemelő Magyar Bajnokságon indult színeikben. A 105 kg-osok versenyében 10. helyen zárt. 10. hely – összetett eredmény: 670 kg (105 kilogramm kategória, Athletes Férfi Open Raw Erőemelő Magyar Bajnokság, Debrecen, 2022) Erre már céltudatosan Fekete Miklós, az erőemelők szövetségi kapitánya és a Sirius Lifting SE versenyzője, valamint Neszveda Tamás erőemelő edző iránymutatásai szerint edzett.
2021. október 1-én Pécsen az INBA Elite Tour & Pro Show naturál testépítő versenyen ezüstérmet szerzett, mellyel jogot nyert az október 30-ai bukaresti világbajnokságra, ahol 5. helyet szerzett. Ezt követően novemberben Natural Olympia Classic Physique Toll bajnoki, majd pedig az abszolút győztes címet is elnyerte, ezzel együtt pedig a „profi kártyát” is megszerezte. E mellett az Open Bodybuilding kategóriában a 2. helyezést érte el a Las Vegas-i versenyen.

## Díjai
- Classic Physique Overall Champion – pro card winner (Natural Olympia, Las Vegas, 2021)[39][41][42]
  - Classic Physique Toll Champion
  - 2. helyezett – Men's Bodybuilding - Open Tall
- 2. helyezett – Superbody Athletic kategória (Superbody, Budapest, 2021)[43][44]
- 5. helyezett (INBA / PNBA World Championships,[43] Bukarest, 2021)[39]
- 2. helyezett – Natural Bodybuilding – Open 175+ (INBA EliteTour & ProShow, Pécs, 2021)[45]
- Bodybuilding Absolute Champion (INBA Hungary Natural Bodybuilding INBA Grand Prix, Miskolc, 2019)[46]
  - Bodybuilding Men’s – Novice 180+ Champion
  - Natural Bodybuilding – Open 180+ Champion
- Az év legfittebb színésze (Fitbalance Award Gála, 2014, 2019)
- Csillag-díj – az év felfedezettje (Budapesti Operettszínház, 2013)[47]

## Filmes és televíziós munkái
| Sorozat / Film / Műsor | Karakter(ek)        | Műfaj                           | Csatorna | Gyártó                    | Év        |
| ---------------------- | ------------------- | ------------------------------- | -------- | ------------------------- | --------- |
| Barátok közt           | Benji               | televíziós sorozat              | RTL Klub | Magyar Grundy UFA Kft.    | 2014      |
| Budapest Noir          | kuplé énekes        | film                            |          | Pioneer Pictures          | 2017      |
| FEM3 Café              | műsorvezető         | magazinműsor                    | FEM3     |                           | 2018      |
| 200 Első Randi         | Szondi Bálint, edző | filmsorozat                     | Viasat 3 | Filmservice Kft.          | 2018      |
| A mi kis falunk        | Norbi               | televíziós sorozat              | RTL Klub | ContentLAB & Factory Kft. | 2019      |
| Drága örökösök         | Kalmi               | televíziós sorozat              | RTL Klub | ContentLAB & Factory Kft. | 2019      |
| Edzőtárs               | műsorvezető         | televíziós életmód magazinműsor | TV2      |                           | 2020      |
| Keresztanyu            | Bárány Zozó         | televíziós sorozat              | RTL Klub | Scripted Production       | 2021–2022 |
| Get Lost               | Maxim               | film                            |          |                           | 2022      |
| Szelíd                 | öltönyös férfi      | film                            |          |                           | 2022      |

## Színházi szerepei
| Szerző(k)                                               | Cím                           | Karakter                        | Színház                  | Év   |
| ------------------------------------------------------- | ----------------------------- | ------------------------------- | ------------------------ | ---- |
|                                                         |                               |                                 |                          |      |
| Madách Imre - Keresztury Dezső - Selmeczi György        | Mózes                         | gyerek Józsué                   | Miskolci Nemzeti Színház | 2004 |
| Sylvester Lévay - Michael Kunze                         | Elisabeth                     | Rudolf                          | Budapesti Operettszínház | 2012 |
| Peller Károly                                           | Oszi Boszi, a repülő nagyanyó | Délceg királyfi                 | Budapesti Operettszínház | 2012 |
| Tamási Áron - Tolcsvay László                           | Ördögölő Józsiás              | Boricz, Józsiás embere          | Budapesti Operettszínház | 2012 |
| Gérard Presgurvic                                       | Elfújta a szél                | Brant Tarleton / Peter Fontaine | Budapesti Operettszínház | 2012 |
| Gérard Presgurvic                                       | Rómeó és Júlia                | Benvolio                        | Budapesti Operettszínház | 2014 |
| Farkas Ferenc – Dékány András – Lőrinczy Attila         | Csínom Palkó                  | Peti / Csínom Palkó             | Budapesti Operettszínház | 2014 |
| Steve Margoshes - Jose Fernandez - Jacques Levy         | Fame - A hírnév ára           | Jack                            | Budapesti Operettszínház | 2014 |
| Jávori Ferenc (Fegya)                                   | Menyasszonytánc               | Gáspár                          | Budapesti Operettszínház | 2014 |
| David Rogers - Charles Strouse                          | Virágot Algernonnak           | Nemur                           | Budapesti Operettszínház | 2015 |
| Lévay Szilveszter - Michael Kunze                       | Marie Antoinette              | Axel Von Fersen                 | Budapesti Operettszínház | 2015 |
| Comden-Green-Freed-Brown                                | Ének az esőben                | Don Lockwood                    | Budapesti Operettszínház | 2015 |
| Kocsák Tibor - Miklós Tibor                             | Lady Budapest                 | Mr. Rhinalder                   | Budapesti Operettszínház | 2016 |
| Alan Menken - Stephen Schwartz - Peter Parnell          | A Notre Dame-i toronyőr       | Fredric Charlus, hadnagy        | Budapesti Operettszínház | 2016 |
| Szörényi Levente - Bródy János                          | István a király               | Vecellin                        | Budapesti Operettszínház | 2018 |
| Fényes Szabolcs - Harmath Imre                          | Maya                          | Charlie Kettman                 | Budapesti Operettszínház | 2018 |
| Per Olov Enquist                                        | A Tribádok éjszakája          | Viggo Schiwe                    | Pinceszínház             | 2018 |
| Richard Rodgers - Oscar Hammerstein II.                 | Carousel - Liliom             | Billy Bigelow                   | Budapesti Operettszínház | 2019 |
| Békés Pál - Várkonyi Mátyás                             | A félőlény                    | Csatang                         | Karinthy Színház         | 2019 |
| Mitch Leigh - Joe Darion - Dale Wasserman               | La Mancha lovagja             | Herceg / Carrasco / Tükörlovag  | Budapesti Operettszínház | 2020 |
| Robert Louis Stevenson, Frank Wildhorn, Leslie Bricusse | Jekyll és Hyde                | Simon Stride                    | Budapesti Operettszínház | 2022 |
| Neil Labute                                             | Kövér disznó (Fat Pig)        | Tom                             | Karinthy Színház         | 2022 |